# 悖论
悖論，亦稱弔詭、佯謬或詭局，指結論自相矛盾或違背常理的命题。通常从逻辑上无法判断是非的称悖论，似非而是称佯谬；有时候违背直觉的正确论断也称为悖论。如二律背反即為一類，若假設某前提為真，经过一系列無誤的推理，結論却又得出它為假；反之亦然。古今中外有不少著名的悖论震撼了逻辑和数学的基础，刺激了人们求知和細究，吸引了古往今来许多思想家和爱好者的關注。解决悖论难题需要创造性的思考，悖论的解决又往往可以给人带来全新的观念。 
悖論亦有“似非而是”的解釋，即用普通常識看上去不正確，卻是正確或有可能的。例如“站著比走路更累”。一般常識是走路比站著累，但要一個人例如在公園裡站一個小時，他可能寧願走動一個小時。因為“站著比走路更累”。也例如狹義相對論裡面的雙生子佯謬亦是另外一個例子。
佛法中也有佛陀破外道悖論之例，如《大智度論·卷一》中舉出長爪梵志的例子。長爪梵志提倡一種“一切法不受”的主張，意思是說他不接受世間一切理論，釋迦牟尼佛就問他：「你接不接受你自己所建立的這個“一切法不受”的理論？」。當佛陀提出這個問題的時候，長爪梵志就知道自己的理論是有問題的──如果接受，那就是“接受一種理論”，與其“一切法不受”的主張違背；如果不接受，那他的主張就不存在。如此一方面顯示長爪梵志的理論是一種悖論，另一方面也突顯佛陀僅以簡短的開示就把長爪梵志折服了。
另外，有些悖論與謬誤息息相關，例如：連鎖悖論與連續體謬誤。連鎖悖論是由正確的前提和正確的推理，卻得到一個明顯與認知上不一致的結果，而連續體謬誤則是針對連鎖悖論的結論，認為X與非X並沒有區別。

## 定义
斯坦福哲学百科全书“悖论”条目认为，所谓“悖论”通常是指一种命題，声称某项内容超出（甚至反对）“通常的见解”（通常被认为，或持有）。
抛开悖论的各种含义，通常所说的导致矛盾的悖论，应当满足如下条件：
1. 有一個命題A，稱為悖論命題。
2. 有一個邏輯系統L，稱為相關系統。
3. 有一組命題E, 稱為背景命題。背景命題都是相關系統中的真命題。相關系統被簡化為背景命題，背景命題成為悖論證明的依據。
4. 相關系統存在两个证明可以获得悖論命題A的真值，其中一个证明A为真，而另一个证明A为假，从而出现矛盾。

因此，要判断一个悖论是否真的逻辑悖论，就是要确定要素A、L和E，特别是要确认E中的命题都是真命题，而且所给出的两个证明都是正确合规的证明。如果E中的命题不真，或者所给出的证明是错的，则这不是一个逻辑悖论，而是一个逻辑错误。许多逻辑悖论最终都可以归结为一个命题A⇔¬A，称为悖论情形（paradox situation），是进一步推出矛盾的依据。根据悖论情形，可以有证明1：假设A为真，可以推出A为假，矛盾，因此A为假。但同时也可以有证明2：假设A为假，可以推出A为真，矛盾，因此A为真。证明1和证明2都是正确合规的证明。因此问题就是，A⇔¬A在相关系统中是不是一个真命题。如果是真命题，悖论成立，是相关系统有问题，需要改进。而且改进相关系统以消除悖论的思路也就在于如何避免这一悖论情形。如果不是真命题，那就不能由它推出矛盾，而且该悖论实际上就是一个逻辑错误：把一个假命题当作了真命题，并用它进行推理。
背景命题是根据悖论的描述归纳出来的，比较原始并接近悖论的描述。悖论情形是根据背景命题推理而得到的，进一步就可直接推出矛盾。因此，只有当所有背景命题中的命题都为真时，悖论情形才是一个真命题。所谈论的悖论才是一个真正的逻辑悖论。
例如罗素悖论，A=(R∈R)，L=「朴素集合论」，E只有一个命题：R∈R⇔R∉R。背景命题为真是因为朴素集合论有一个概括公理：对任意性质P(x)，存在集合S，使得对任意对象x，x∈S⇔P(x)成立。即存在集合S，它刚好包含所有具备性质P(x)的对象，而且只包含具备性质P(x)的对象。令P(x)=(x∉x)，即x为不包含自己的集合，大多数集合都不包含自己，包含自己的集合很难想象，只是理论上不排除它的存在而已，则根据概括公理有：x∈R⇔x∉x。又因为R本身也是一个对象，令x=R，则得到背景命题R∈R⇔R∉R，背景命题为真因为它是推出来的。因为R∉R=¬(R∈R)，所以背景命题就是悖论情形A⇔¬A。所以罗素悖论是朴素集合论的一个悖论。
因为有罗素悖论，所以现代的集合论去掉了概括公理，而且将集合限制在一个很小的范围内，从而解决了悖论的问题。尽管集合被限制在一个很小的范围内，但已足以表示数学的基本要素，如数、形等，所以现代集合论仍可以作为数学的基础。
再举一个理发师悖论的例子，小城里的理发师放出豪言：他要为，而且只为，小城里所有不为自己刮脸的人刮脸。但问题是，理发师该给自己刮脸吗？在这里A=「理发师给自己刮脸」，L=「普通逻辑」，就是大家根据常理而使用的逻辑，E有两个命题，一个是E1=「理发师给理发师刮脸」⇔「理发师给自己刮脸」，这是个真命题因为「理发师」就是「自己」，也说明我们不区分“理发师在家里的水房里给自己刮脸”和“理发师在他的营业厅里给理发师刮脸”。另一个命题是E2=「理发师给小城里的任意一人刮脸」⇔（¬「该任意一人给自己刮脸」），该命题被认为是真的因为它是理发师的豪言，而且一般也认为它可以为真。因为理发师是小城里的某人，因此由E2将「理发师」代入「小城里的任意一人」，可得「理发师给理发师刮脸」⇔（¬「理发师给自己刮脸」），再根据E1修改等价关系的左边可得「理发师给自己刮脸」⇔(¬「理发师给自己刮脸」)，这就是最终归结出的A⇔¬A的悖论情形。
理发师悖论是否逻辑悖论取决于E2在普通逻辑中是否为真。理发师的豪言是一个全称命题。全称命题为真当且仅当将所有小城里的人逐个代入命题中「小城里的任意一人」时都为真，否则为假。现将理发师代入时得到A⇔¬A。我们正在验证A⇔¬A是否为真，而并没有推出A⇔¬A为真，因此普通逻辑并没有保证A⇔¬A为真。当逻辑系统不能证明A⇔¬A为真时，它是个假命题，因为等价关系两边不一致（如果逻辑系统可以证明，那就是逻辑系统有问题，因为它推出了一个应该是假的命题）。因此，理发师的豪言实际上是一个假命题，是由于理发师忽略了他的豪言对自己不成立造成的。所以理发师悖论不是一个逻辑悖论。或者说普通逻辑在这里并没有问题，还是可靠的。
那为什么一般会认为E2可以为真呢？这其实是一种由于忽略而造成的错觉。有一种命题，没有确定的真值，可真可假，叫做自由命题。例如，「某人给自己刮脸」，它的真值取决于该某人的意愿，因此可真可假。另一个例子是「命题M」，而没有具体说明M是什么，它也是一个自由命题。对于一个等价关系命题F⇔G，如果命题F和命题G都不是自由命题，而有确定的真值，那么该等价关系是否为真取决于F和G的真值。如果它们的真值一致，则该等价关系命题为真，否则为假。但如果F和G中至少有一个为自由命题，则该等价关系命题总为真，因为无非是其中的一个自由命题失去了它的自由度，不再自由了。如果F和G都是自由命题，则只剩下一个自由度了。
在理发师悖论里，F=「理发师给小城里的任意一人刮脸」和G=（¬「该任意一人给自己刮脸」）都是自由命题，因此人们习惯地就接受理发师的豪言E2=「理发师给小城里的任意一人刮脸」⇔（¬「该任意一人给自己刮脸」）为真命题了，无非是理发师牺牲了他的自由度而已。人们忽略的情况是，F和G可能出现反相关的情况，即在某种情况下会发生F⇔(¬G)的可能性。而这正是将「理发师」代入「小城里的任意一人」所发生的情况。如果F和G反相关，等价命题F⇔G是不能成立的，因为等价关系两边不一致。因此，人们是在忽略了一种特殊情况后根据习惯接受了一个假命题，所以才以为这是一个悖论。
当然，认为理发师悖论是一个真正的悖论的观点还有一种理由：理发师的豪言无非是定义了一个性质f(x)=“x是由理发师给他刮脸的”；而性质g(x)=“x是自己给自己刮脸的”是一个按常理可能被定义的性质，例如，做一个调查，将每个人是否给自己刮脸确定下来就可以了；理发师的豪言所定义的f(x)是：f(x)⇔(¬g(x))；该定义是用一个性质定义另一个性质，也没有什么问题；因此，理发师悖论也是一个关于定义的悖论。的确，人们目前对如何进行正确的定义还没有透彻的认识。还存在另一些关于性质定义的悖论就是证明。但是，理论上对于用以定义的命题都必须是可以被证明的真命题这一点还是有共识的。如果含不能被证明的命题，则不应当以定义的形式进行定义，而应以公理的形式进行定义。集合论中关于集合相等的定义不是由一个定义给出，而是由一个叫做外延公理的公理给出的就是一个例子。而理发师的豪言用一个似乎可能为真，但实际上却为假的命题来进行定义，这自然就不合规了。
悖论情形A⇔¬A中的A是一个自由命题，但由于等价关系两边的命题是反相关的，所以等价关系不能成立。
理发师悖论的教训是：在作出等价关系命题时，一定要检查等价关系的两边是否存在反相关的情况，或者附加上当等价关系的两边不存在反相关的条件。这就像在做除法时，一定要检查除数不为0一样。在一个逻辑系统中，公理和定义经常带有等价关系命题，忽略了相关性检查，就可能导致悖论。罗素悖论的直接原因就是由于概括公理的等价关系出现了反相关。说谎者悖论也是因为语义定义中的等价关系出现了反相关。
那么是否可以不去掉概括公理，而只对概括公理中的性质加以限制，保证不出现反相关的情况，从而解决罗素悖论呢？这样做确实可以消除罗素悖论，但并不足以解决集合论的问题。矛盾仍然可能由集合运算而产生。因此，集合论的问题有更深层的原因，而人们还不知道是什么原因。这是为什么现代集合论除了去掉概括公理，还要把集合限制在很小范围内的原因。

## 蒯因的分类
威拉德·范奥曼·蒯因把通常称的悖论（paradox ）分为三类：
- 真实性悖论（veridical paradox）： 产生的结果看起来很荒谬，但事实证明是正确的。其推理过程和其结果都没有问题，不是真正的悖论。如， 希尔伯特旅馆悖论、生日悖論。
- 谬误悖论（falsidical paradox）：其推理过程是有谬误的，但据此确立的命题不但似乎是荒谬的，而且确实是错误的。所以，也不是真正的悖论。 如，称为芝诺悖论的“阿基里斯追乌龟”和“飞矢不动”， 這些現在可以用微積分（無限）的概念解釋。因为谬误悖论是源于，错误的思维方式和推理过程，更应该归类于谬误。
- 悖论（paradox）： 不是上两者之一. 而是在我们自身的理性中，自身知识体系中的矛盾（antinomy)。表现为，通过适当地采用公认的推理方式，可以推导出自相矛盾的结果。 如，罗素悖论和说谎者悖论。只有这一类是真正意义上的悖论。

自Quine的工作以来，已经产生了第四种描述，可以被解释为第三种的特殊情况：
在同一时间和同一意义上同时是“真”和“假”的悖论被称为双面真理(dialetheia)。  例如，约翰正走在门中间的时候，对于“约翰已经进来了”这个命题，可以既是肯定的同时也是否定的； 因为，这时“约翰已经进来了”既是模棱两可的也是程度的问题， 是一个双面真理。 但是， 同时“肯定”和“否定”同一命题也是自相矛盾的悖论。
直到现在，真正意义上的悖论（除了依赖模糊性的双面真理），其问题几乎都是自指或自相关而引起。 斯蒂芬·雅布洛于1985年第一次宣称发现了没有自相关的悖论，被称为雅布洛悖论。 但是，格雷厄姆 并不认同.

## 拉姆齐的分类
弗兰克·普伦普顿·拉姆齐于1925年最早把逻辑悖论（Logical Paradox）同语义悖论（Semantical Paradox）区别开来。 罗素悖论属于前一类，说谎者悖论属于后者。 拉姆齐认为，逻辑矛盾涉及数学或逻辑术语(例如类，数)，因此表明存在逻辑问题。而语义矛盾除纯逻辑术语外还涉及“思想”，“语言”，“符号”等概念, 它们是经验性(非形式)术语。语义矛盾也被称为认识论矛盾。 该方法被认为是当前的标准的悖论分类方法。
拉姆齐的分类是针对蒯因区分出的真正悖论（antinomy)， 不包括有蒯认为并非是真正悖论的另外两种：真实性的悖论(veridical paradox)和谬误悖论(falsidical paradox)。

柯里悖论可以像罗素悖论一样，以集合论或属性论的悖论的形式出现（即逻辑悖论的形式); 但是，它也可以是类似于说谎者悖论的语义悖论的形式出现。

## 解决悖论
上面的悖论例子中，在逻辑上它们都有无法摆脱概念自指所带来的惡性循環。英国数理逻辑学家伯特兰·罗素提出了恶性循环原则， 即没有一个整体能包含一个只能借助于这个整体来定义的元素，借以排除悖论。
逻辑系统不能有矛盾。因此，如果存在悖论，则说明逻辑系统有问题，应当通过修改逻辑系统以消除悖论。
逻辑系统中，如果要求任何命题不能违反恶性循环原则， 则可以避免类似罗素悖论和说谎者悖论等自指性悖论。可是直接应用恶性循环原则检验命题并非一件易事。

因此，罗素按恶性循环原则思想原则，进一步提出了分支类型论的思想，用于指导逻辑系统的修改以消除悖论。罗素按恶性循环原则也影响了后来出现的众多消除悖论的方案。 后来出现了现代集合论，阿尔弗雷德·塔斯基的真理的语义理论， 能避免悖论。 尽管现代集合论仍可作为数学的基础，但与朴素集合论相比， 被认为过于严格，难以用于日常的生活中的不分层次的思维方式。例如，把一个班的学生看成一个集合就没有现代集合论的根据。因此，集合论悖论的问题是否得到真正解决仍然是有争议的。

## 悖论研究的意义和影响
在19世纪末至20世纪初，逻辑和数学的基础受到许多困难（所谓的悖论）的发现的影响， 特别是经典集合论中被发现有自相矛盾的现象，尤其是罗素悖论，以极为简明的形式震撼了数学的基础。这些难题涉及基本概念以及定义和推理的基本方法，这些以前通常被认为是没有问题的。从那时起，悖论在当代逻辑中获得了新的作用：确实，它们导致了新定理的发现(通常是负面的结果，例如不可证明性和不可判定性)。逻辑的几个基本概念发展过程,  之所以已经到了目前的状态，通常是得益于解决悖论的各种尝试。对于集合(set)和类(collection)的概念，标准古典逻辑的基本句法和语义概念（给定顺序的逻辑语言，可满足性，可定义性的概念）出现而言，尤其如此。研究悖论解决方案的副产品包括：集合论的公理化，类型论的系统发展，语义学的基础，形式系统的理论。

## 悖論列表

### 語意邏輯悖論
- 說謊者悖论
- 鱷魚悖論
- 苏格拉底悖论
- 唐·吉诃德悖论
- 皮諾丘悖論
- 連鎖悖論（堆垛悖論）
- 道家悖論
- 全能悖論
- 四句 (佛教)
- 一切法不受悖論
- 柯里悖論
- 佩里悖論（英语：Berry paradox）

### 古希腊悖论
- 芝诺悖论：
  - 飞矢不动
  - 游行队伍悖论
  - 阿基里斯悖論
  - 两分法悖论
  - 湯姆生的燈悖論
- 說謊者悖論

### 數理悖論
- 集合论悖论
  - 罗素悖论（书目悖论）
  - 理发师悖论
  - 柯里悖论
  - 希爾伯特旅館悖論
  - 康托爾悖論
  - 布拉利-福爾蒂悖論
  - 斯科倫悖論
- 数理逻辑悖论
  - 停机问题
  - 哥德尔不完备定理
  - 飲者悖論
  - 理查茲悖論
- 概率學悖论
  - 生日悖論
  - 意外絞刑悖論（老虎悖論）
  - 聖彼得堡悖論
  - 阿萊悖論
  - 艾爾斯伯格悖論
  - 伯特蘭悖論
  - 錢包悖論
  - 彩票悖論（英语：Lottery paradox）
  - 紐康伯悖論
  - 睡美人問題
  - 蒙提霍爾問題
  - 辛普森悖論
- 統計學悖論
  - 辛普森悖論
  - 阿拉巴馬悖論
- 幾何學悖論
  - 潘洛斯階梯
  - 失蹤的正方形
  - 斯梅爾悖論
  - 硬币悖论

### 物理學悖論
- 命定悖論
- 祖父悖論
- 薛定谔猫
- 爱因斯坦-波多尔斯基-罗森悖論
- 法拉第弔詭
- 孿生子悖論
- 莫特問題
- 馬克士威妖
- 黑洞資訊悖論
- 貝爾太空船悖論
- 達朗貝爾佯謬
- 波茲曼大腦
- 費米悖論
- 弓箭手悖論

### 經濟學悖論
- 鑽石與水悖論
- 節儉矛盾
- 索洛悖論
- Jevons悖論

### 天文學悖論
- 奧伯斯悖論
- 年輕太陽黯淡佯謬

### 醫學與生物學悖論
- 法國悖論
- 佩托悖論
- 利文索爾佯謬

### 決策論與博弈論悖論
- 阿萊悖論
- 布里丹之驢
- 投票悖论
- 發明者悖論
- 蒙提霍爾問題
- 阿罗悖论
- 紐康姆悖論（英语：Newcomb's paradox）
- 全知者悖論
- 彩票悖論（英语：Lottery paradox）
- 錢包悖論
- 艾爾斯伯格悖論
- 聖彼得堡悖論
- 意外絞刑悖論（老虎悖論）
- 寬容悖論

### 其他悖论
- 相對與絕對
- 有趣数字悖论
- 雙面真理說
- 先有雞還是先有蛋
- 奶油貓悖論
- 布雷斯悖論
- 忒修斯之船
- 烏鴉悖論
- 穩定-不穩定悖論
- 伊比鳩魯悖論
- 坑人二十二
- 半費之訟